# Huqoq
Huqoq ou Hukkok (hébreu : חוקוק) était un ancien village juif, situé à 12,5 km au nord de Tibériade. La région a été colonisée depuis les temps anciens et est mentionnée dans le Livre de Josué. Le village arabe Yaquq a été construit à l'emplacement de Huqoq, et un kibboutz nommé Hukok a été établi près du site le 11 juillet 1945. 

## Histoire

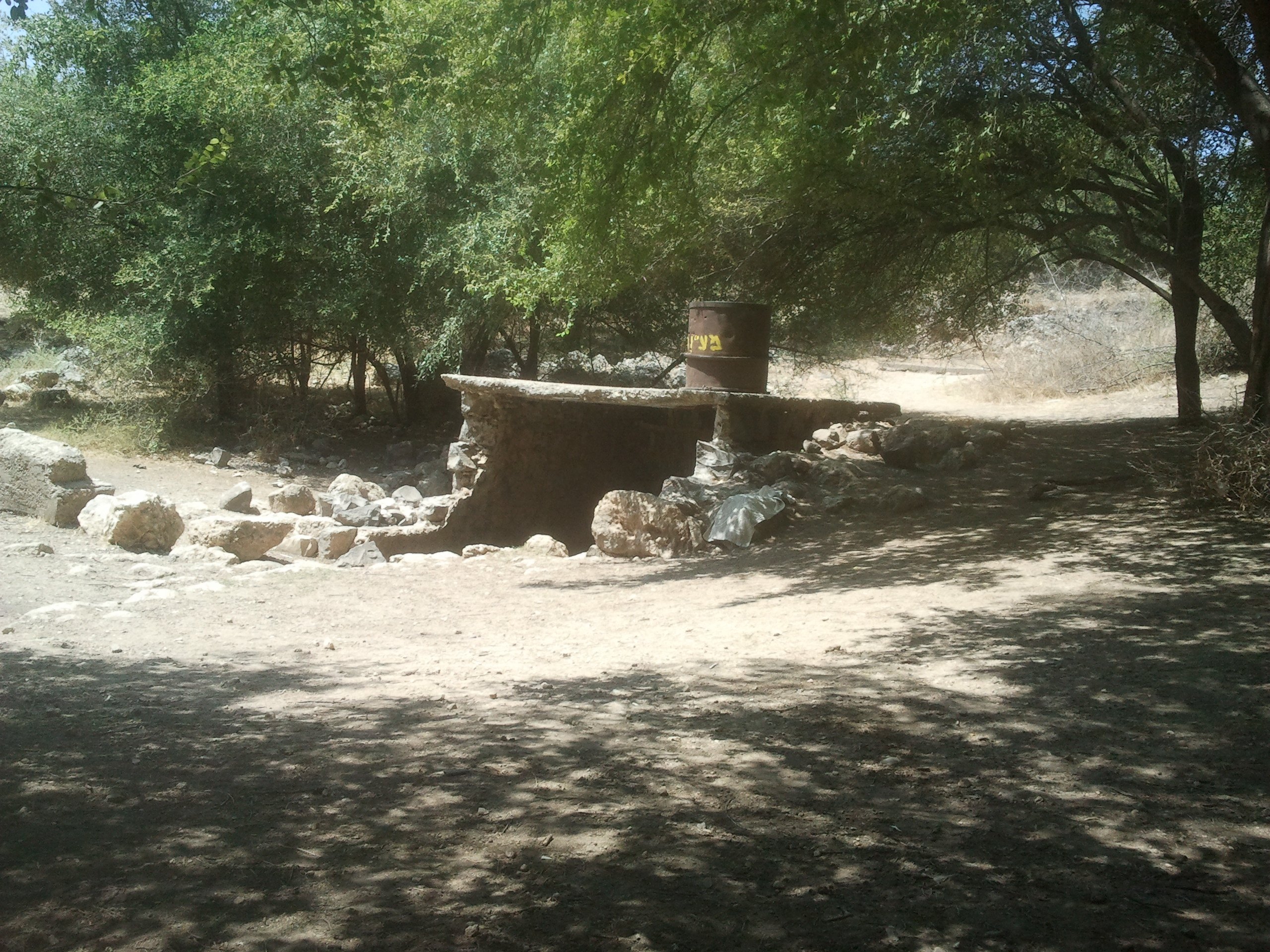
La principale source d'eau du village

### Évolution du nom
Les Cananéens l'appelaient Hukkok et pendant la période romaine, il était connu en tant que Hucuca,. Le nom du village arabe sur le site présumé de Hukkok biblique était Yaquq.

### Périodes archéologiques et historiques
Les recherches archéologiques sur le site de l'ancien village de Yaquq, situé près de la mer de Galilée, 12,5  km au nord de Tibériade, en amont de Capharnaüm et de Magdala suggèrent que le lieu était habité à l'âge du fer, persan, hellénistique, romain, byzantin, abbasside, fatimide, mamelouk et ottoman,. Le village arabe de Yakuk a été abandonné pendant la guerre de 1948 et a été rasé au bulldozer en 1968. 

### Dans la Bible hébraïque (Livre de Josué)
Hukkok (hébreu חקק) est mentionné dans la Bible hébraïque dans Josué19,34,. L'International Standard Bible Encyclopaedia considère que l'identification de Hukkok avec Yakuk est plausible, bien qu'elle soit peut-être trop éloignée d'Aznoth-tabor (peut-être Khirbet el-Jebeil, à environ 5 km au nord du Mont Thabor) pour correspondre à la description. 

### L'Âge de bronze
Le site du village était habité au début et à l'âge du bronze moyen. 

### Périodes romaine et byzantine
Le village de l'époque romaine était vaste et prospère en raison de la présence d'une source constante. Il ressort de la synagogue et de l'absence d'os de porc que le village de l'époque romaine était juif. 
Le village est attesté par des sources rabbiniques de la période romaine tardive et byzantine. 

### Période ottomane
La prospérité de l'ancien village contraste avec la simplicité de la colonisation de l'ère ottomane et peut être constatée par les archéologues dans des ossements d'animaux qui ont été découpés par des bouchers professionnels dans l'ancien village juif et par des agriculteurs à l'époque musulmane. 

## Archéologie
Une fouille menée en 2011 par l'archéologue Jodi Magness a excavé  plusieurs sections sur le site de l'ancien village. 
« L'ancien village est entouré de caractéristiques associées, notamment des tombes à ciste, des tombes taillées dans la roche, un mausolée, des carrières, des terrasses et installations agricoles, un pressoir à vin et un pressoir à olives. Deux grands miqwa'ot (bains rituels) sont creusés dans le substrat rocheux à la périphérie orientale et méridionale de l'ancien village (voir ci-dessous) ». 

### Synagogue ancienne
Parmi les structures découvertes lors des fouilles de 2012, il y avait les restes d'une synagogue soignée datée du Ve siècle. Les découvertes comprennent des sculptures en calcaire et une mosaïque de sol  raffinée. Les murs et les colonnes de la synagogue ont été peints de couleurs vives: des fragments de plâtre montrent des traces de pigments roses, rouges, orange et blancs. L’art de la mosaïque, composée de minuscules carreaux, ainsi que les grosses pierres utilisées pour les murs, témoignent de la prospérité du village. 

#### Iconographie en mosaïque
La mosaïque comprend le héros biblique Samson. La figure de Samson apparaît deux fois: portant les portes de Gaza et attachant des torches enflammées à la queue de renards. Samson et les renards est un épisode du Livre des juges. Au cours d'une bataille avec les Philistins, Samson attrape 300 renards sauvages, attache des torches allumées à leur queue et les libère pour qu'ils mettent le feu aux champs de céréales philistins,,. 
Selon l'archéologue Jodi Magness, la découverte est importante parce que « seulement un petit nombre d’anciens bâtiments de synagogues (Romaines tardives) sont décorés de mosaïques montrant des scènes bibliques et seulement deux présentent des scènes avec Samson (l'une est sur un autre site à quelques miles de Huqoq) ». 
La mosaïque montre également deux visages humains, apparemment féminins, flanqués d'une inscription hébraïque promettant une récompense à ceux qui accomplissent de bonnes actions,. En 2018, des photographies de mosaïques récemment découvertes ont été publiés conjointement avec un rapport provisoire de 70 pages sur les excavations de 2014 à 2017,. La nouvelle publication montre que la mosaïque du sol représente également l'arche de Noé, les douze espions israélites et la séparation de Moïse de la mer Rouge, thèmes qui sont rarement, sinon jamais, trouvés dans les synagogues de l'époque. D'autres images montrent Jonas avalé par le poisson et le bâtiment de la tour de Babel. La mosaïque comprend également des images hellénistiques païennes telles que des cupidons et des masques de théâtre, et un groupe obscur d'hommes importants, dont l'un peut être Alexandre le Grand, à côté de soldats et d'éléphants de guerre. Si la théorie de Magness est correcte, ce serait le seul cas d'une synagogue décorée d'images non bibliques. Une autre théorie est que les deux groupes, l'un vêtu d'une armure et l'autre en robe blanche, représentent l'alliance entre les Séleucides et le grand prêtre John Hyrcanus. 

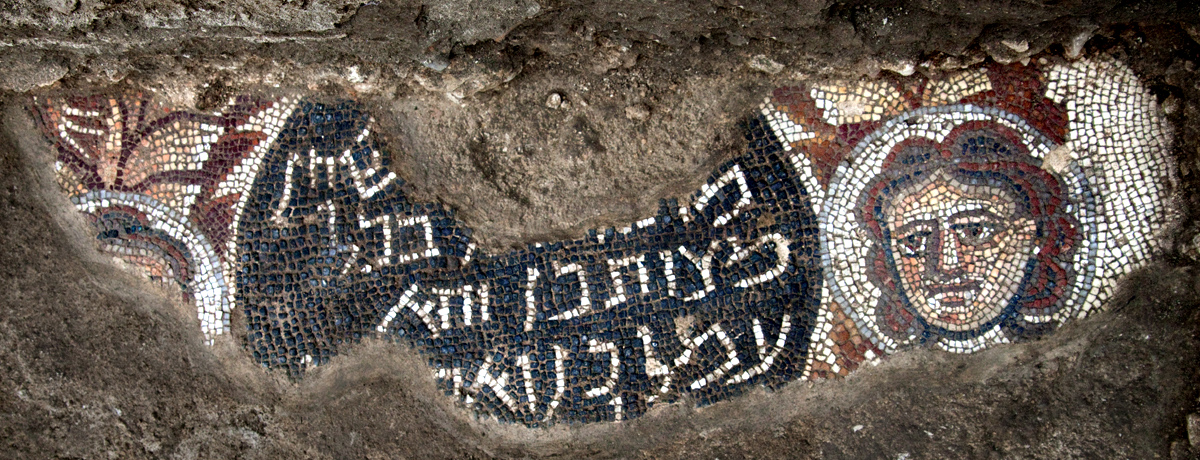
Inscription et visage en mosaïque Huqoq

## Tombe d'Habacuc

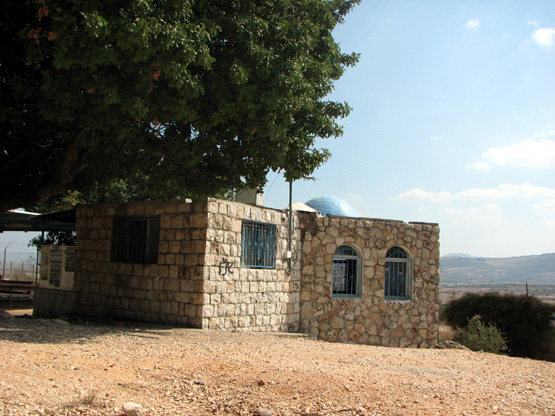
Tombe d'Habacuc

Les traditions juive, chrétienne, druze et musulmane ont localisé la tombe du prophète Habakkuk à Huqoq et c'est un lieu de pèlerinage depuis le XIIe siècle [Information douteuse]. La première mention de la tombe est une lettre écrite par le rabbin Samuel ben Samson en 1210: « Sur le chemin du retour de Tibériade, nous sommes allés à Kefar Hanan. En voyageant là-bas, nous sommes arrivés sur la tombe de Habakkuk à Kefar Hukkok ». En 1215 Menahem ben Perez d'Hébron a visité le site et a écrit: « Et je suis allé là-bas et j'ai vu le tombeau du prophète Habakkuk près d'une source ». La première description détaillée apparaît dans le livre « Ce sont les voyages » (1270-1291): « De là, on va à Ya'aquq, où se trouve la tombe du prophète Habakkuk, sur laquelle se trouve un beau monument entre quatre murs mitoyens ». 
Un Anglais du nom de John Sanderson a visité le tombeau en 1601 et a écrit: « Puis nous sommes passés par un petit village où habitait et est enterré le prophète Abicoke; ainsi disent les Juifs, et que la ville s'appelait Yeacoke ». 
Une description des années 1930 déclare que « la pierre tombale ... est construite en pierres de basalte, d'environ deux mètres de large et 1,5 mètre de long, recouverte de plâtre blanc ». 
En 1981, l'ancienne pierre tombale a été remplacée par une nouvelle, sur laquelle un petit bâtiment a été érigé, ainsi qu'une piscine remplie d'eau de source et destinée à être utilisée comme bain rituel. Des pèlerins juifs et druzes continuent de visiter le tombeau. 
Seffi Ben Yosef, un guide local, a remis en question la tradition dans un éditorial de Ynet News, faisant valoir  que la tradition n'était basée que sur le nom à consonance similaire entre le village et le prophète.